# Les Pires Profs
Les Pires Profs (Those Who Can't) est une série télévisée américaine en 35 épisodes de 25 minutes créée par Adam Cayton-Holland, Andrew Ovredahl et Ben Roy, et diffusée entre le 11 février 2016 et le 8 avril 2019 sur truTV. Le 24 avril 2019, la série est annulée.
En France, cette série est diffusée depuis le 21 mars 2018 sur Warner TV. Elle reste inédite dans les autres pays francophones.

## Synopsis
Les Pires Profs est une série basée à Denver, au Colorado, qui suit trois professeurs interprété par les créateurs Adam Cayton-Holland, Andrew Orvedahl et Ben Roy. Plus instable que les enfants à qui ils enseignent, ils sont prêts à tout et n'importe quoi pour lutter chaque jour, à leur façon, dans le lycée Smoot. Maria Thayer joue le rôle de bibliothécaire d'école ayant une passion bouillonnante pour la vie, et pour sa bibliothèque.

## Distribution

### Acteurs principaux
- Adam Cayton-Holland (en) (VFB : Alexandre Crépet) : Loren Payton
- Andrew Orvedahl (VFB : Nicolas Matthys) : Andy Fairbell
- Ben Roy (en) (VFB : Simon Duprez) : Billy Shoemaker
- Maria Thayer (VFB : Valérie Muzzi) : Abbey Logan Maria Thayer

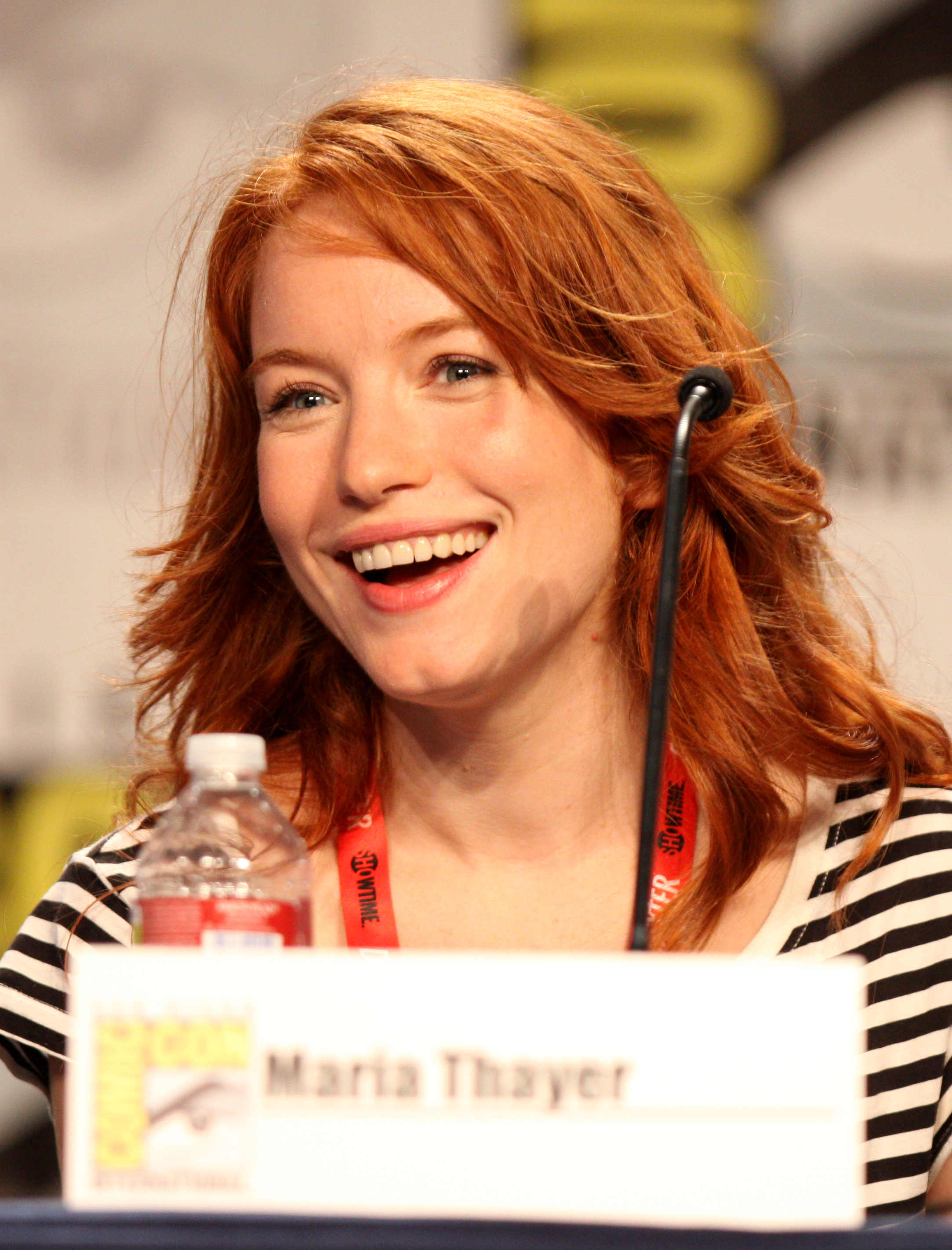
Maria Thayer

- Rory Scovel : principal Geoffrey Quinn Rory Scovel

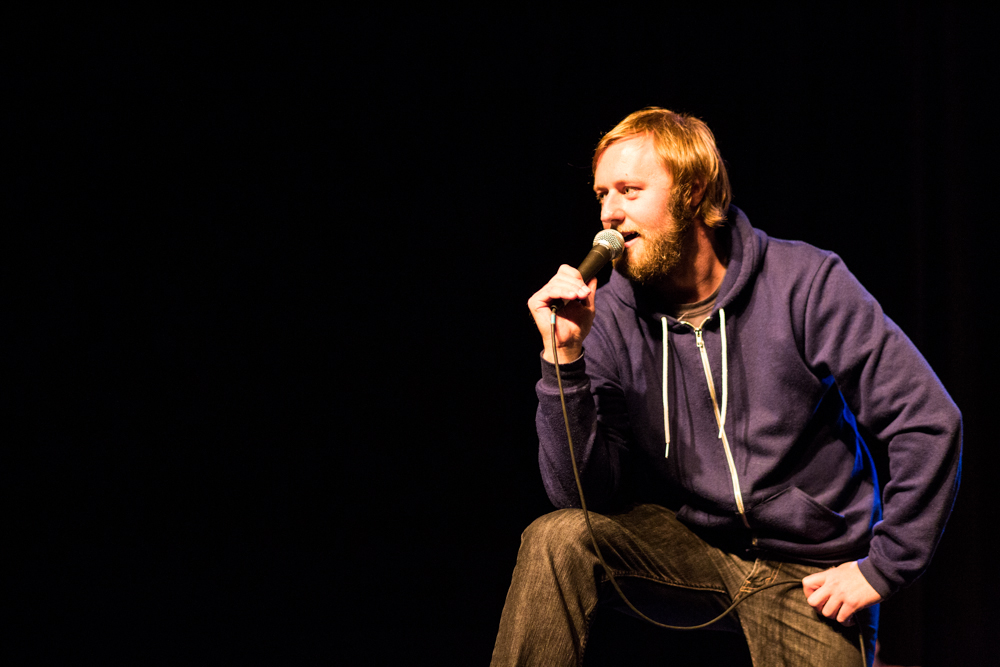
Rory Scovel

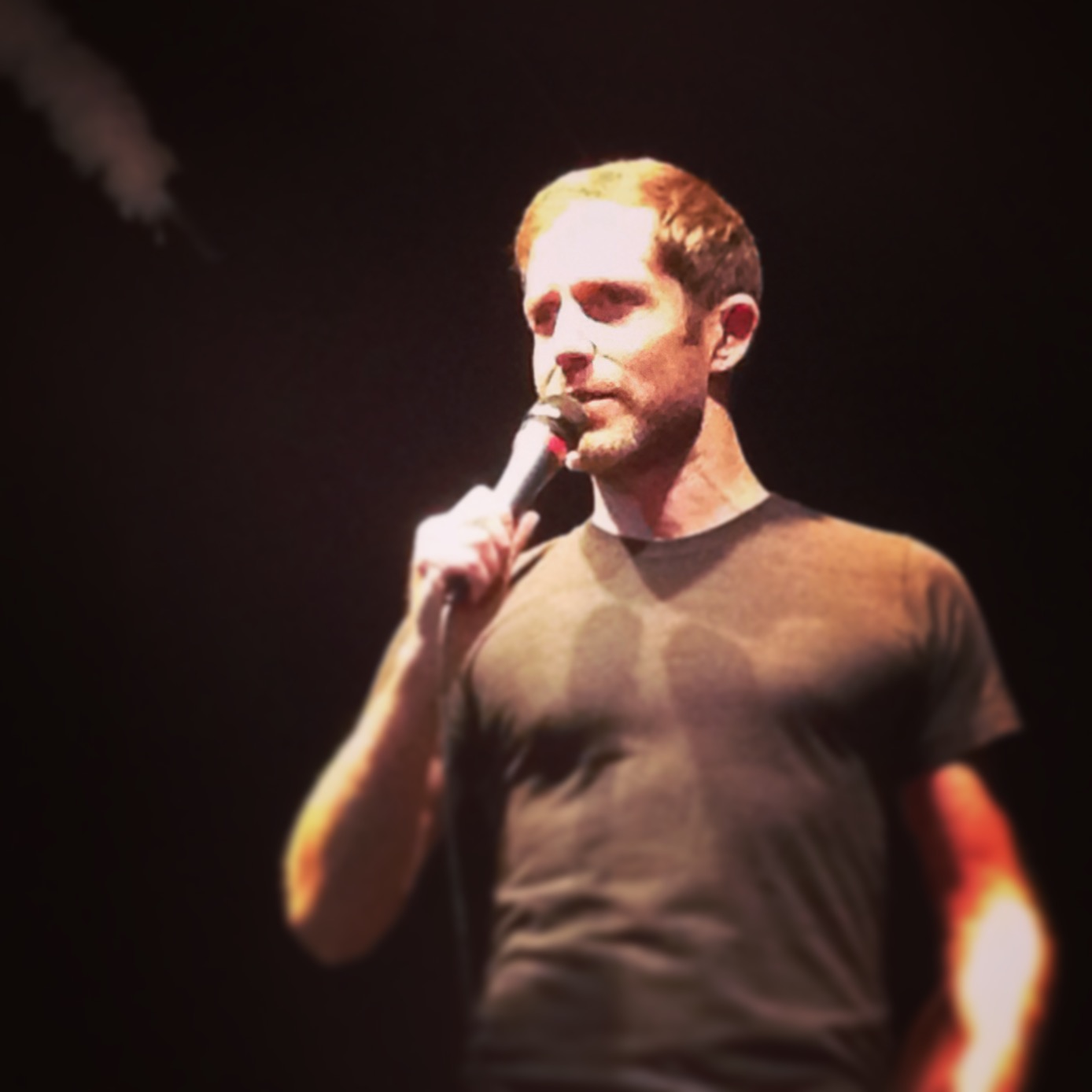
Andrew Orvedahl

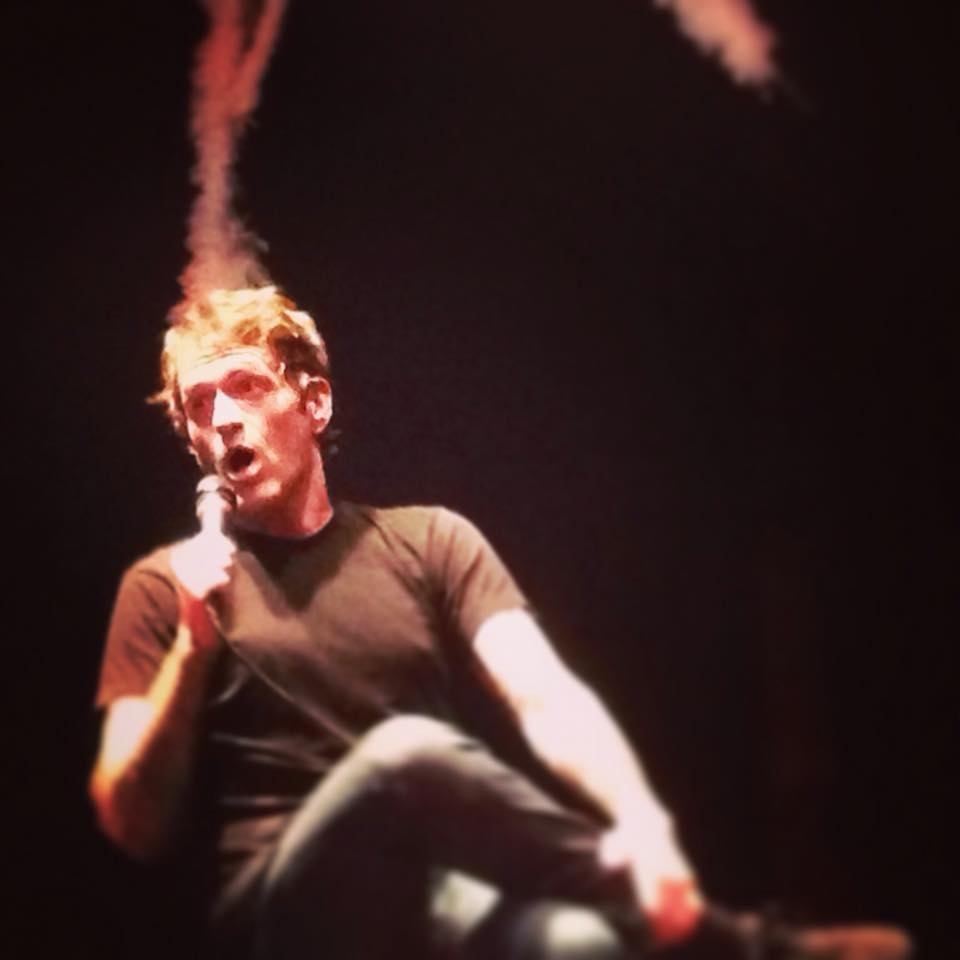
Ben Roy

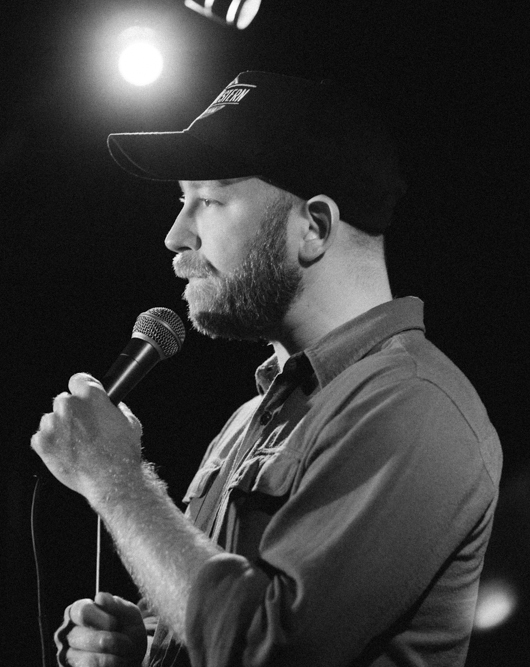
Kyle Kinane

### Acteurs récurrents
- Sonya Eddy : Tammy, la secrétaire
- Kyle Kinane : Rod Knorr
- Britney Young (VFB : Cécile Florin) : mini-Debbie
- Susie Essman est Leslie Bronn, le professeur d'économie familiale de l'école.
- Mary Lynn Rajskub est Summer, la professeur de théâtre qui est légèrement dérangé.
- Peter Stormare est le surintendant Carson, le surintendant du district qui tente sans succès de se présenter à la mairie de Denver.
- Cheri Oteri est Cattie Goodman, qui est chargé de remplacer Quinn après son arrestation. Elle est une fervente chrétienne et est constamment horrifiée par les singeries du groupe, qui la rendent finalement folle.
- Patton Oswalt est Gil Nash, un promoteur immobilier élu maire et qui tente de saboter l'école pour la démolir et construire des condos.
- Jerry Minor est Steven Sweeney,Le nouveau conseiller d'orientation de Smoot, que le groupe considère comme une menace pour leur style de vie de fainéant et que Quinn utilise comme thérapeute personnel.

### Guest
- Sarah Michelle Gellar est Gwen Stephanie, la présidente de la PTA.
- T.J. Miller est Uncle Jake, propriétaire d'une pizzeria locale et cousin de Loren's.
- Mark Hoppus est Measles, l'un des anciens membres du groupe Shoemaker's,
- Michael Madsen est l'officier Callahan, le nouvel officier de police de l'école.
- Will Sasso est Coach Irontoe (orteil de fer), un ancien Bronco de Denver que Cattie désigne comme nouvel entraîneur de football, mais il vole secrètement l'école.
- Kurt Angle est Coach Joe Donnelly, entraîneur de lutte pour une école rivale à laquelle Abbey a le béguin.

## Production
La série a été initialement mis en place pour Amazon Studios , qui a déboursé 50 000 dollars pour avoir un pilote. Amazon avait par ailleurs donné un ordre de script pour 6 autres épisodes, mais n'a finalement pas ordonné de la réalisation de la série. La série a par la suite été acquise par truTV comme leur toute première comédie scénarisée et a été commandée avec 10 épisodes. L’acquisition faisait partie de l’initiative de programmation «Way More Fun», dirigée par "truTVs comedy-driven".

La diffusion américaine a débuté la 11 février 2016 sur truTV . Le 1er décembre 2015, l'émission a été renouvelée pour une deuxième saison avant la diffusion de la première saison. Le renouvellement pré-lancement est une première pour le réseau câblé, qui a commandé 12 épisodes pour la deuxième saison. Le 5 janvier 2017, truTV a renouvelé la série pour une troisième saison de 13 épisodes , qui a commencé à être diffusée le 14 janvier 2019.

Le 24 avril 2019, la série est annulée.

## Épisodes
La série compte 35 épisodes répartis sur 3 saisons, il y a 10 épisodes pour la saison 1, 12 pour la saison 2 et 13 épisodes pour la saison 3.

### Première saison (hiver 2016)
1. Les mecs reprennent du service (The Boys Are Coming Together)
2. Des noix à gogo (Oof, Nut City)
3. Marche ou grève (Lady and the Skamp)
4. La Cassette de Fairbell (The Fairbell Tape)
5. Des poux et des hommes (Of Lice and Men)
6. Smash et pizza (What's Eating Uncle Jake?)
7. Pour qui la cloche va-t-elle sonner ? (For Whom the Bell's Toll)
8. Singeries nocturnes (Wet Dreams May Come)
9. Tel est pris qui croyait prendre (K-Pop Goes the Weasel)
10. Bonbons magiques (Take a Wonka on the Wild Side)

### Deuxième saison (automne 2016)
Le 1er décembre 2015, avant la diffusion du premier épisode, la série a été renouvelée pour une deuxième saison de treize épisodes, diffusée à partir du 6 octobre 2016.
1. Il faut sauver le soldat Rod (Rod Man Out)
2. S.O.S. Prépuce (Foreskin in the Game)
3. Balance ton gangster (Plains High School Drifter)
4. Jour de gloire (8 Mile High)
5. La Culpabilité de l'homme blanc (White Guilt Trip)
6. Le Procès de Geoffrey Quinn (The Trial of Geoffrey Quinn)
7. L'Aube de la Détergence (Detergent Dawn)
8. Un nouveau chien dans l'arène (A New Dog in the Yard)
9. Normal Activity (Normal Activity)
10. Trouble de l'élection (Elect-ile Dysfunction)
11. Crise des 39 ans (Mid-Bryce Crisis)
12. Jour de gloire (Graduation)

### Troisième saison (2019)
Le 5 janvier 2017, elle est renouvelée pour une troisième saison de treize épisodes, diffusée depuis le 14 janvier 2019.
1. Animosi-thé (All's Fairbell)
2. Le Lâcher de petites brutes (The Running of the Bullies)
3. Être ou ne pas être un Smoot (You Can't Go Homecoming Again)
4. La Coïncidence de Noël (A Smoot Holiday Coincidence)
5. Les Ploucs émissaires (Escapegoats)
6. Le mardi, c'est tacos (Taco Tuesday)
7. Un dingueur sachant dinguer (One-Ding Wonder)
8. Le Boucher de Clear Creek (Grisly Man)
9. Meilleurs Profs (Those Who Could've)
10. Mariage skavant-gardiste (SKAppily Ever After)
11. La Foire aux métiers (Big Ol' Scams)
12. Quinny l'ourson (Abbey's Road)
13. Ça scanne pour moi (Yes We Scan)